# Eber da Rosa Viñoles
Eber da Rosa Viñoles (Melo, 4 de diciembre de 1949 - 25 de febrero de 1997) fue un abogado y político uruguayo perteneciente al Partido Colorado.

## Biografía
Casado con Gillian Callorda Esteves, fue padre de dos hijos, María Inés y Augusto Edemar.
Estudió abogacía en la Facultad de Derecho, Universidad de la República, graduándose en 1975, a la edad de 24 años.
Durante sus estudios hizo varias publicaciones en la obra "Apuntes de Filosofía del Derecho". Fue miembro del Comité Ejecutivo Nacional y Departamental del Partido Colorado.  Fue elegido como Secretario General del Partido Colorado en el Departamento Cerro Largo y Convencional Nacional desde el año 1985 hasta su fallecimiento. Diputado por el departamento de Cerro Largo en los periodos 1985-1990 y 1995-1997. También ocupó una banca en el Senado en los años 1995 y junio de 1996.
Varias de sus actuaciones en el Parlamento fueron estas: denominación del Liceo N.º 2 de Melo con el nombre Justino Zavala Muniz, el nombramiento de Aceguá como villa, y varios proyectos relacionados con las pasividades.
Integró además por un breve tiempo la Comisión Honoraria de la Laguna Merín.
Falleció el 25 de febrero de 1997, en medio de una riesgosa operación de vesícula. Su sustituto en la Cámara de Diputados fue el docente Jorge Boerr Leite.